# België op de Olympische Winterspelen 1972
Tijdens de Olympische Winterspelen van 1972 die in Sapporo werden gehouden nam België voor de negende keer deel.
Na niet aan de Winterspelen van 1968 in het Franse Grenoble te hebben deelgenomen, werd België op de elfde editie vertegenwoordigd door één sporter, Robert Blanchaer, die deelnam in het alpineskiën. Het was zijn eerste deelname aan de Winterspelen.
De Belgische equipe behaalde deze editie geen medaille op de Winterspelen. België komt derhalve niet voor in het medailleklassement.

## Deelnemers en resultaten

### Alpineskiën
| Olympiër (deelname)  | Discipline       | Klassering | Resultaat |
| -------------------- | ---------------- | ---------- | --------- |
| Robert Blanchaer (1) | Afdaling (m)     | 42e        | 2.02,45   |
| Robert Blanchaer (1) | Reuzenslalom (m) | 34e        | 3.29,38   |
| Robert Blanchaer (1) | Slalom (m)       | 25e        | 2.07,36   |

Argentinië · Australië · België · Bondsrepubliek Duitsland · Bulgarije · Canada · Duitse Democratische Republiek · Filipijnen · Finland · Frankrijk · Griekenland · Groot-Brittannië · Hongarije · Iran · Italië · Japan · Joegoslavië · Libanon · Liechtenstein · Mongolië · Nederland · Nieuw-Zeeland · Noord-Korea · Noorwegen · Oostenrijk · Polen · Roemenië · Sovjet-Unie · Spanje · Taiwan · Tsjecho-Slowakije · Verenigde Staten · Zuid-Korea · Zweden · Zwitserland